# Nicole Renaud
Pour les articles homonymes, voir Renaud (homonymie).
 (décembre 2008).
Si vous disposez d'ouvrages ou d'articles de référence ou si vous connaissez des sites web de qualité traitant du thème abordé ici, merci de compléter l'article en donnant les références utiles à sa vérifiabilité et en les liant à la section « Notes et références ».
Nicole Renaud est une chanteuse soprano, accordéoniste et compositrice de musique de film. 

## Biographie
Nicole Renaud est chanteuse, accordéoniste et auteur compositeur. Après l'étude de la guitare classique, enfant, Nicole Renaud a étudié au Petit Conservatoire de la chanson de Mireille, à Paris et avec la chanteuse d'opéra canadienne Constance Lambert, à New York. 
Elle se produit régulièrement sur scène avec un répertoire au croisement de la chanson, l'opéra et la performance. Elle s'accompagne d'un accordéon transparent conçu pour elle par l'artiste anglais Paul Etienne Lincoln. Son dernier spectacle multimédia Couleurs, un cycle de chant (histoire d'amour vue à travers les couleurs) a été présenté à l'Opéra de Limoges (France), la Biennale de la chanson française à Bruxelles (Belgique), le festival de poésie de Gotland (Suède), etc.
Elle a régulièrement chanté sur Arte  et sur France Culture pour l'émission de Frédéric Mitterrand « Ça me dit l'après midi ». 
En tant que compositrice de musique de film, elle collabore régulièrement avec le réalisateur de film d'animation indépendant Bill Plympton. Elle vient[Quand ?] d'être nommée aux Annie Awards pour la musique qu'elle a composée pour son film Cheatin'. 
Elle a chanté pour des publicités pour Volkswagen, Chrysler (dirigée par Adrien Brody). Elle chante pour des évènements de prestige à travers le monde pour des marques telles Bulgari, Vuitton, Panerai.